# Villanueva del Fresno
Villanueva del Fresno é um município raiano da Espanha na comarca de Llanos de Olivenza, província de Badajoz, comunidade autónoma da Estremadura, de área 360,2 km². Em 2021 tinha 3 335 habitantes (densidade: 9,3 hab./km²).
Durante a Guerra da Restauração, a localidade foi tomada e ocupada pelos portugueses, que lhe mudaram o nome para Vila Nova de Portugal. A localidade também ficou associada à história de Portugal por ali ter sido encontrado o corpo do general Humberto Delgado, assassinado pela PIDE em 1965 cerca de 30 km a norte da vila.

## Demografia
| Variação demográfica do município entre 1991 e 2004 | Variação demográfica do município entre 1991 e 2004 | Variação demográfica do município entre 1991 e 2004 | Variação demográfica do município entre 1991 e 2004 |
| --------------------------------------------------- | --------------------------------------------------- | --------------------------------------------------- | --------------------------------------------------- |
| 1991                                                | 1996                                                | 2001                                                | 2004                                                |
| 3 602                                               | 3 449                                               | 3 551                                               | 3 548                                               |